# Munther Abdullah
Munther Abdullah (Emiratos Árabes Unidos; 12 de enero de 1975) fue un futbolista de los Emiratos Árabes Unidos que jugó en la posición de defensa.

## Carrera

### Club
Jugó toda su carrera con el Al Wasl FC de 1994 a 2010, con el que fue dos veces campeón nacional y ganó el título de la Liga de Campeones Árabe 1998.

### Selección nacional
Jugó para Emiratos Árabes Unidos en 37 ocasiones entre 1994 y 1998 sin anotar goles, participó en los Juegos Asiáticos de 1994, la Copa Asiática 1996 y la Copa FIFA Confederaciones 1997.

## Logros
- UAE Pro League: 2

1996-97, 2006-07
- Copa Presidente de Emiratos Árabes Unidos: 1

2007
- Liga de Campeones Árabe: 1

1998